# Mussauco
Mussauco (Massaco), indijansko selo koje se nalazilo kod Hartforda u Connecticutu, današnji Simsbury, koje je 1645. palo pod vlast Mohegana, kada ga je osvojio poglavica Uncas.
Poglavica sela tada je bio Arrhamamet, a selo je pripadalo plemenu po Swantonu plemenu Massaco i njihovom istoimenom poglavištvu. manje je vjerojatno da je pripadalo plemenu Podunk, jednom od plemena skupine Mattabesec.